# Adelino Teixeira
Adelino de Jesus Teixeira (Porto, 4 giugno 1952) è un allenatore di calcio ed ex calciatore portoghese, di ruolo centrocampista.

## Carriera

### Nazionale
Ha collezionato 12 presenze con la propria Nazionale.